# Мартиненко Олександр Миколайович
Олександр Миколайович Мартиненко (́нар.. 22 липня 1989, Донецьк) — український трековий і шосейний велогонщик, який виступав на професійному рівні в період 2006—2013 років.
Чемпіон світу серед юніорів в гонці за очками, срібний призер чемпіонату Європи, учасник багатьох шосейних змагань у складі донецької континентальної команди ISD, переможець «Гран-прі Москви» 2010 року. Майстер спорту України міжнародного класу.

## Життєпис
Олександр Мартиненко народився 22 липня 1989 року в місті Донецьку Української РСР. Серйозно займатися велоспортом почав з дитинства, проходив підготовку під керівництвом заслуженого тренера України Миколи Мірчановича Мирзи.
Першого серйозного успіху на міжнародній арені досяг у 2006 році, коли увійшов до складу української національної збірної і здобув перемогу в гонці за очками на трековому чемпіонаті світу серед юніорів у бельгійському Генті. При цьому на європейській юніорській першості в Афінах став у тій же дисципліні срібним призером, поступившись росіянину Максиму Покідову. У той же час приєднався до створеної в Донецьку велокоманді ISD-Sport-Donetsk, що мала континентальний статус.
Починаючи з 2007 року Олександр Мартиненко виступав переважно на шосейних змаганнях у складі ISD, зокрема проїхав багатоденну гонку вищої категорії La Coupe du Président de la Ville de Grudziądz в Польщі, де в генеральній класифікації пропустив вперед тільки поляка Міхала Квятковського і словака Петера Сагана.
У 2008 році відзначився виступом на шосейному чемпіонаті Європи в Італії, де зайняв 44-е місце в молодіжному заліку.
У 2009 році в числі іншого фінішував третім на «Меморіалі Олега Дяченко», став дев'ятим в генеральній класифікації «Туру Скейського краю», проїхав багатоденні перегони «П'ять кілець Москви» і «Тур Данії». Отримав бронзову медаль у гонці-критеріум у залік української національної першості.
Здобув перемогу на «Гран-прі Москви» 2010 року, був кращим на двох етапах «Гран-прі Адигеї».
У 2012 році в числі іншого виступав на «Турі Китаю», «Турі Кореї» і «Турі Азербайджану». Фінішував другим у гонці Race Horizon Park в Києві.
Востаннє Олександр Мартиненко виступав на професійному рівні в сезоні 2013 року. З командою ISD побував на багатьох шосейних змаганнях, у тому числі показав третій результат на «Гран-прі Москви», став другим в очковій класифікації багатоденки «П'ять кілець Москви», закрив десятку найсильніших на «Меморіалі Олега Дяченко», виступив на «Гран-прі Сочі», «Гран-прі Донецька» та інших гонках.
У зв'язку з початком війни на Донбасі у 2014 році завершив спортивну кар'єру і разом з сім'єю переїхав на постійне проживання до Новосибірська. Працює дитячим тренером з велоспорту в новосибірському Центрі циклічних і екстремальних видів спорту.
За видатні спортивні досягнення удостоєний почесного звання «Майстер спорту України міжнародного класу».